# هروه دلا ماگیوره
هروه دلا ماگیوره (انگلیسی: Hervé Della Maggiore؛ زادهٔ ۱۷ اوت ۱۹۷۲) بازیکن فوتبال اهل فرانسه است.